# Nuoto ai XVII Giochi del Mediterraneo - 400 metri misti femminili
Le gare di nuoto nella categoria 400 metri misti femminili si sono tenute il 23 giugno 2013 al Yeni Olimpik Yüzme Havuzu di Mersin.

## Calendario
Fuso orario EET (UTC+3).
| Data      | Ora   | Turno    |
| --------- | ----- | -------- |
| 23 giugno | 10:16 | Batterie |
| 23 giugno | 19:00 | Finale   |

## Risultati
Le 12 atlete vengono inquadrate in due batterie da 6 nuotatrici ciascuna. Si qualificano alla finale i primi otto tempi.

### Batterie
| Pos. | Nome                | Nazione  | Tempo   | Batt. | Corsia | Note |
| ---- | ------------------- | -------- | ------- | ----- | ------ | ---- |
| 1    | Stefania Pirozzi    | Italia   | 4'48"03 | 1     | 4      | Q    |
| 2    | Anja Klinar         | Slovenia | 4'48"44 | 2     | 4      | Q    |
| 3    | María Vilas Vidal   | Spagna   | 4'50"81 | 1     | 5      | Q    |
| 4    | Fantine Lesaffre    | Francia  | 4'52"72 | 1     | 3      | Q    |
| 5    | Claudia Dasca Romeu | Spagna   | 4'53"17 | 2     | 5      | Q    |
| 6    | Carlotta Toni       | Italia   | 4'55"35 | 2     | 3      | Q    |
| 7    | Afroditi Giareni    | Grecia   | 4'57"63 | 1     | 6      | Q    |
| 8    | Melisa Akarsu       | Turchia  | 4'59"16 | 2     | 2      | Q    |
| 9    | Sarra Lajnef        | Tunisia  | 5'02"64 | 2     | 6      |      |
| 10   | Souad Cherouati     | Algeria  | 5'04"24 | 2     | 7      |      |
| 11   | Duygu Birol         | Turchia  | 5'09"17 | 1     | 2      |      |
| 12   | Zeineb Khalfallah   | Tunisia  | -       | 1     | 7      | DNS  |

### Finale
| Pos. | Atleta              | Nazionalità | Tempo   | Corsia | Note |
| ---- | ------------------- | ----------- | ------- | ------ | ---- |
|      | Anja Klinar         | Slovenia    | 4'40"49 | 5      |      |
|      | María Vilas Vidal   | Spagna      | 4'44"58 | 3      |      |
|      | Claudia Dasca Romeu | Spagna      | 4'46"64 | 2      |      |
| 4    | Fantine Lesaffre    | Francia     | 4'47"10 | 6      |      |
| 5    | Afroditi Giareni    | Grecia      | 4'57"62 | 1      |      |
| 6    | Melisa Akarsu       | Turchia     | 4'57"64 | 8      |      |
| 7    | Carlotta Toni       | Italia      | -       | 7      | DSQ  |
| 8    | Stefania Pirozzi    | Italia      | -       | 4      | DSQ  |